# Zaireichthys pallidus
Zaireichthys pallidus är en fiskart som beskrevs av Eccles, Tweddle och Skelton 2011. Zaireichthys pallidus ingår i släktet Zaireichthys och familjen Amphiliidae. Inga underarter finns listade i Catalogue of Life.